# Килгаллиган
Килгаллиган (англ. Kilgalligan; ирл. Cill Ghallagáin) — деревня в Ирландии, находится в графстве Мейо (провинция Коннахт).
В 1970-х было проведено этнографическое исследование, в ходе которого были записаны местные названия, данные преимущественно на ирландском языке.